# دافني أوسبورن
دافني أوسبورن (بالإنجليزية: Daphne Osborne) ولدت في 7 مارس 1930 وتوفيت في 16 يونيو 2006. هي عالمة نبات بريطانية. استمر صدى أبحاثها في علم وظائف أعضاء النبات مدة خمس عقود وأنتج نحو 200 ورقة علمية، نُشر عشرون منها في نيتشر[3][4]. وصف نعيها المنشور في ذا تايمز انجازاتها العلمية بأنها "أسطورية"[1] كما نسبت الجمعية الأمريكية لعلم النبات نجاحها إلى "أسلوبها الفكري الرائع، الممزوج بميلها إلى النتائج التجريبية البارزة حادة الإدراك.
ركزت أبحاثها على هرمونات النبات وبيولوجيا البذور ومنظومة إصلاح الحمض النووي الريبوزي منزوع الأكسجين (الدنا) في النبات. اشتهرت أوسبورنبعملها حول غاز الإيثيلين؛ لتوضيح أن الإيثيلين هرمون نباتي طبيعي، ومُنظِّم رئيس لهِرَم النبات وتساقط أوراقه وثماره من الفاكهة. كما أنها من صاغت مصطلح الخلية المستهدفة؛ لفهم آليات عمل الهرمونات في النبات.

## التعليم والحياة المهنية
ولدت دافني أوسبورنفي الهند، حيث كان والدها قائد استعماري. تعلمت أوسبورن في مدرسة ذا بيرس في كامبريدج. كانت درجة البكالوريوس خاصتها في الكيمياء ودرجة الماجيستير في علم النبات، وحصلت عليهما من كلية الملكفيلندن. نالت درجة الدكتوراه لدراستها حول موضوع منظمات نمو النبات من جامعة لندن في كلية وي، كينت، حيث أشرف على الدكتوراه ر. لويس واين. كانت وظيفتها الأولى بعد التخرج في قسم البيولوجيا في معهد كاليفورنيا للتكنولوجيا، في الولايات المتحدة الأمريكية، كأكاديمية في برنامجفولبرايت، حيث عملت مع عالم النبات فرتز وينت، ومع آخرين.
قضت أوسبورن أغلب حياتها المهنية في مجلس الأبحاث الزراعية، والذي سُمي فيما بعد بمجلس الأبحاث الزراعية والغذائية. وفي عام 1952، انضمت إلى وحدة علم الزراعة التجريبي في المجلس في جامعة أكسفورد، حيث عملت حتى إغلاق الوحدة في عام 1970. ثم تقلدت بعد ذلك وظيفة نائب مدير في وحدة علم النبات النمائي الجديدة في المجلس في جامعة كامبريدج. وخلال عملها في كامبريدج، أصبحت أول امرأة تعمل كزميلة في كلية تشرتشل، وأشرفت على أول رسالة دكتوراه لامرأة في الكلية. بعد إغلاق الوحدة في عام 1978، انضمت إلى منظمة أبحاث الأعشاب في مجلس الأبحاث الزراعية والغذائية في بيغبروك خارج أكسفورد قليلًا، حيث عملت فيه حتى إغلاقه في 1985، لتحصل على منصب نائب كبير العلماء، وهو منصب رفيع المستوى في الخدمة المدنية البريطانية.
في عام 1985، تقاعدت أوسبورن من الخدمة المدنية، وأصبحت أستاذة جامعية زائرة في قسم علوم النبات في جامعة أكسفورد، بالإضافة إلى زمالة بحثية شرفية لجامعة أوبن وكلية سومرفيل، أكسفورد.[3] وفي عام 1991، انتقلت إلى وحدة البحث العلمي في أكسفورد في جامعة أوبن في فوكسكومب هال، بورز هال، حيث ظلت هناك حتى وفاتها في عام 2006. أثناء فترة عملها في جامعة أوبن، رأست مشاريع بحثية دولية في الجمعية الملكية، وجذبت مصادر تمويل من يونيليفر وصندوقويلكم ومجلس أبحاث علوم الأحياء والتكنولوجيا الحيوية.
سافرت أوسبورن أثناء عملها كثيرًا، وتقلدت مناصب لفترة قصيرة من الزمن في برينستون ومعهد كاليفورنيا للتكنولوجيا في الولايات المتحدة الأمريكية، وزارت الأرجنتين وأستراليا والهند وإسرائيل وماليزيا ونيجيريا وجنوب إفريقيا. كما أنها أبرمت العديد من اتفاقيات التعاون الدولية مع علماء من الصين وأوكرانيا. في عام 1988، نظَّمت ورشة دولية ناجحة في تورين بإيطاليا.

## البحث العلمي
كان الشغل الشاغل لأوسبورن أثناء عملها في البحث العلمي هو التحكم الهرموني في النمو والتمايز والتطور في النبات. اشتهرت أوسبورن بعملها في إثبات أن الإيثيلين هرمون نباتي طبيعي، بدلًا من اعتباره ملوِّث أو من مخرجات النبات فحسب. كما أنها مشهورة بتوضيحها أن الإيثيلين هو المُنظِّم الأساسي لعملية الهرم النباتي وتساقط الأوراق، وليس حمض الأبسيسيك. أجرت أوسبورن العديد من الأبحاث حول التفاعلات بين الإيثيلين وهرمونالأكسين (هرمون نباتي آخر مهم) لتنظر في عمليات التحكم في العديد من جوانب نمو النبات. أدى بها عملها إلى تطوير فكرة الخلايا المستهدفة كنموذج لكيفية ممارسة عدد صغير من هرمونات النبات تأثيراتها المختلفة، وهو مفهوم عرضته في كتابها «الهرمونات والإشارات والخلايا المستهدفة في النمو النباتيHormones, Signals and Target Cells in Plant Development» الصادر عام 2005 بالتعاون مع مايكل مكمانوس.
كانت بيولوجيا البذور من الاهتمامات الأخرى البارزة في أبحاث أوسبورن. بحثت أوسبورن، كونها خبيرة في هرم البذور ومنظومة إصلاح دنا النبات، في تأثيرات تحلل الدنا، وعملية الإصلاح وطول التيلومير في حيوية البذور. في سبعينات القرن الماضي، كانت مشاركة ضمن المحاولات الأولى لعزل الحمض النووي من البذور العتيقة، لتجد أن شظايا قصيرة للغاية يمكن عزلها من حبوب المقابر المصرية القديمة. ومن ضمن آخر مشاريعها البحثية، ثمة دراسة حول تأثير التعرض للتهاطل الإشعاعي على إصلاح الدنا في البذور وحبوب اللقاح بعد انفجار مفاعل تشيرنوبل النووي.
درست أوسبورن كمية هائلة الاختلاف من الأنواع النباتية، من النباتاتالكبدية المائية حتى زيت النخيل الإفريقي ذي الأهمية التجارية. شملت الموضوعات الأخرى في علوم النبات مبيدات الأعشاب الأكسينية وطور السكون في درنة نبات البطاطس وتنظيم عمليات النمو في النباتات المائية وشبه المائية وربط البنية الفوقية النباتية بوظائف الأعضاء الخاصة بالنبات وكيميائه الحيوية وتصنيع كل من البروتين والحمض النووي الريبوزي في النباتات. كانت أوسبورن ناشطة في مجال بيولوجيا الفضاء، وشاركت في تصميم مشروع سبيسلاب لدراسة دور الجاذبية في نمو الحشائش، وعملت في اللجنة البريطانية الوطنية لأبحاث الفضاء للجمعية الملكية لعقد من الزمن.
عملت أيضًا على تأثير هرمونات النبات على الحشرات، لتظهر أن النضج الجنسي في جراد الصحراء يقع تحت تنظيم الجبرلين، وبالتالي فإن تناول النباتات الذابلة المحتوية على كمية منخفضة من الجبرلين ربما يمنع النضج الجنسي للحشرات أثناء الفصول الجافة.

## الجوائز
نالت أوسبورن الأستاذية الشرفية في جامعة كييف في أوكرانيا اعترافًا بأبجاثها في كارثة تشيرنوبل، بالإضافة إلى زمالة بحثية شرفية من جامعة سومرفيل، أكسفورد. نالت الدكتوراة الشرفية من المملكة المتحدة، من جامعة أوبن، ومن جنوب إفريقيا من جامعة ناتال. نالت أوسبورن الميدالية الذهبية التذكارية سيركار عرفانًا بأبحاثها في علم وظائف الأعضاء من جامعة كالكوتا في عام 1983. انتُخبت كعضوة مراسلة للجمعية الأمريكية لعلم النبات في عام 1996. في يناير من عام 2008، احتفل بذكراها عدد تذكاري من مجلة أنالز أوف بوتاني.